# Hypanthidioides
Hypanthidioides är ett släkte av bin. Hypanthidioides ingår i familjen buksamlarbin.

## Dottertaxa tillHypanthidioides, i alfabetisk ordning[1]
- Hypanthidioides aliceae
- Hypanthidioides arenaria
- Hypanthidioides argentina
- Hypanthidioides aureocincta
- Hypanthidioides bahiana
- Hypanthidioides bifasciata
- Hypanthidioides bilobata
- Hypanthidioides capixaba
- Hypanthidioides castanea
- Hypanthidioides catarinensis
- Hypanthidioides cavichiolii
- Hypanthidioides chapadicola
- Hypanthidioides christinae
- Hypanthidioides clausi
- Hypanthidioides colombiae
- Hypanthidioides currani
- Hypanthidioides diversa
- Hypanthidioides emarginata
- Hypanthidioides exilis
- Hypanthidioides fasciata
- Hypanthidioides ferrugineum
- Hypanthidioides flavofasciata
- Hypanthidioides flavopicta
- Hypanthidioides furcata
- Hypanthidioides gracilis
- Hypanthidioides gregaria
- Hypanthidioides insularis
- Hypanthidioides lamasi
- Hypanthidioides limbata
- Hypanthidioides luciae
- Hypanthidioides maculosa
- Hypanthidioides marginata
- Hypanthidioides mourei
- Hypanthidioides musciformis
- Hypanthidioides nigripes
- Hypanthidioides nigritula
- Hypanthidioides ornata
- Hypanthidioides panamensis
- Hypanthidioides paranaensis
- Hypanthidioides polita
- Hypanthidioides pontagrossensis
- Hypanthidioides rubripes
- Hypanthidioides sakagamii
- Hypanthidioides seabrai
- Hypanthidioides soniae
- Hypanthidioides spinosa
- Hypanthidioides subarenaria
- Hypanthidioides zanolae